# Xian de Shizong
Le xian de Shizong (师宗县 ; pinyin : Shīzōng Xiàn) est un district administratif de la province du Yunnan en Chine. Il est placé sous la juridiction de la ville-préfecture de Qujing.

## Démographie
La population du district était de 333 621 habitants en 1999.